# Volta ao Alentejo
A Volta ao Alentejo é uma competição de ciclismo profissional por etapas que se disputa anualmente na região do Alentejo em Portugal durante os meses de Março/Abril. A primeira edição foi em 1983 e desde 2005 que está classificada como um evento de categoria 2.2 no UCI Europe Tour.
O seu primeiro vencedor foi o português Paulo Ferreira e até hoje nenhum corredor conseguiu mais que uma vitória. O actual formato da volta consta de cinco etapas sendo uma de contra-relógio.
A "Alentejana" (como também é conhecida) teve o seu grande momento de glória em 1996, quando o penta-vencedor da Volta à França, o espanhol Miguel Indurain, venceu a corrida.
Em 2017, a "Alentejana" foi promovida à categoria 2.1 do ranking da União Ciclista Internacional.

## Palmarés
| Ano  | Vencedor               | Segundo                  | Terceiro                        |           |
| ---- | ---------------------- | ------------------------ | ------------------------------- | --------- |
| 1983 | Paulo Ferreira         | Manuel Zeferino          | Alexandre Ruas                  |           |
| 1984 | Marco Chagas           | Eduardo Correia Resende  | Firmino Bernardino              |           |
| 1985 | Adelino Teixeira       | Manuel Cunha             | José Xavier                     |           |
| 1986 | Manuel Zeferino        | Paulo Ferreira           | Carlos Marta                    |           |
| 1987 | Joaquim Salgado        | José Xavier              | Manuel De Sa Neves              |           |
| 1988 | Joaquim Gomes          | Jorge Silva              | Marco Chagas                    |           |
| 1989 | Fernando Carvalho      | Marco Chagas             | José Urea                       |           |
| 1990 | José Recio             | Delmino Pereira          | Eduardo Correia Resende         |           |
| 1991 | Jesús Blanco Villar    | Paulo Ferreira           | Eduardo Correia Resende         |           |
| 1992 | António Pinto          | Oleg Chuzhda             | Manuel Cunha                    |           |
| 1993 | Jorge Silva            | Juan Martínez Oliver     | Joaquim Adrego Andrade          |           |
| 1994 | Carlos Carneiro        | Joaquim Sampaio          | Joaquim Gomes                   |           |
| 1995 | Asiat Saitov           | Pedro Silva              | Joaquim Adrego Andrade          |           |
| 1996 | Miguel Indurain        | Prudencio Indurain       | David García Markina            |           |
| 1997 | Aitor Garmendia        | Francisco Javier Mauleón | David Cañada                    |           |
| 1998 | Melcior Mauri          | Vítor Gamito             | César Solaun                    |           |
| 1999 | José Luis Rubiera      | Melcior Mauri            | David Plaza                     |           |
| 2000 | Claus Moller           | Youri Sourkov            | Ángel Edo                       |           |
| 2001 | László Bodrogi         | Cândido Barbosa          | Andrei Zintchenko               |           |
| 2002 | Joaquim Adrego Andrade | David Bernabeu           | Vladimir Alexandrovitch Karpets |           |
| 2003 | Andrei Zintchenko      | Paulo Ferreira de Moura  | Hugo Sabido                     |           |
| 2004 | Danail Petrov          | Joaquim Adrego Andrade   | Joaquim Sampaio                 |           |
| 2005 | Xavier Tondo           | Pedro Soeiro             | Sérgio Ribeiro                  |           |
| 2006 | Sérgio Ribeiro         | Daniel Moreno            | Alexander Efimkin               |           |
| 2007 | Manuel Vázquez Hueso   | Félix Cárdenas           | Manuel Lloret                   |           |
| 2008 | Héctor Guerra          | David Blanco             | Jackson Rodríguez               |           |
| 2009 | Maxime Bouet           | Héctor Guerra            | Vitaliy Kondrut                 |           |
| 2010 | David Blanco           | Alejandro Marque         | Fábio Silvestre                 |           |
| 2011 | Evaldas Šiškevičius    | Filipe Cardoso           | Bruno Sancho                    |           |
| 2012 | Alexey Kunshin         | Filipe Cardoso           | Samuel Caldeira                 |           |
| 2013 | Jasper Stuyven         | Chad Haga                | Alejandro Marque                |           |
| 2014 | Carlos Barbero         | Eduard Prades            | Karel Hník                      |           |
| 2015 | Paweł Bernas           | Delio Fernández          | James Oram                      |           |
| 2016 | Enric Mas              | Krister Hagen            | David de la Fuente              |           |
| 2017 | Carlos Barbero         | Rinaldo Nocentini        | Jasper de Laat                  |           |
| 2018 | Luís Mendonça          | Ricardo Mestre           | Mark Downey                     |           |
| 2019 | João Rodrigues         | Luís Mendonça            | Raúl Alarcón                    |           |
| 2020 | cancelado              | cancelado                | cancelado                       | cancelado |
| 2021 | Mauricio Moreira       | José Fernandes           | Rafael Reis                     |           |
| 2022 | Orluis Aular           | Xabier Azparren          | José Fernandes                  |           |
| 2023 | Orluis Aular           | Adrián Bustamante        | Alex Molenaar                   |           |
| 2024 | Eduard Prades          | Francisco Peñuela        | Abner González                  |           |

## Palmarés por países
Actualizado após edição de 2024
| País      | Vitórias |
| --------- | -------- |
| Portugal  | 14       |
| Espanha   | 14       |
| Rússia    | 3        |
| Venezuela | 2        |
| Bulgária  | 1        |
| Dinamarca | 1        |
| França    | 1        |
| Hungria   | 1        |
| Lituânia  | 1        |
| Bélgica   | 1        |
| Polónia   | 1        |
| Uruguai   | 1        |